# Ermite d'Osery
Phaethornis hispidus
Espèce
Statut de conservation UICN

 LC  : Préoccupation mineure
Statut CITES
L'Ermite d'Osery, Phaethornis hispidus, est une espèce de colibris de la sous-famille des Phaethornithinae.

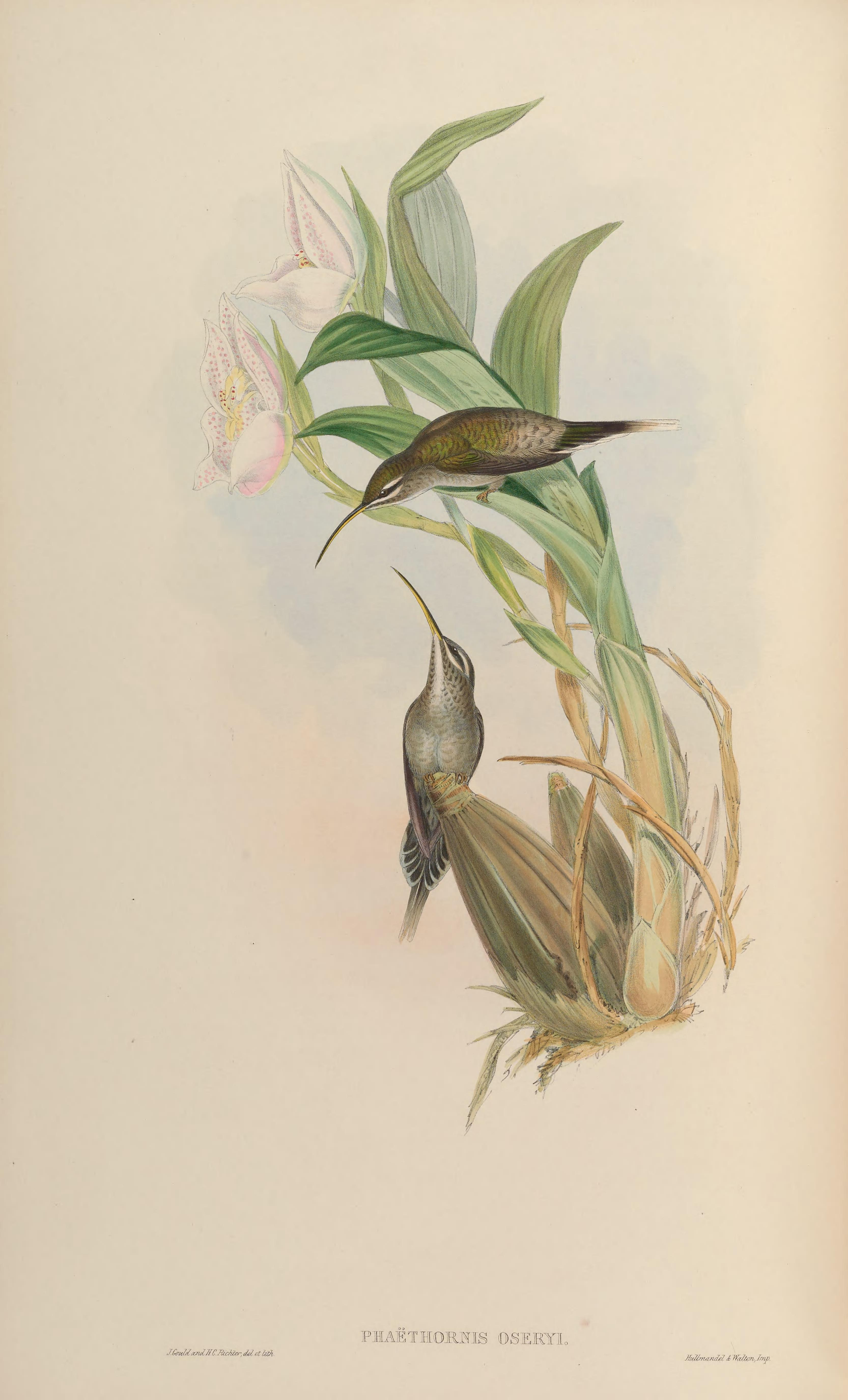

## Distribution
L'ermite d'Osery est présent au Guyana, au Venezuela, en Colombie, en Équateur, au Pérou, en Bolivie et au Brésil.

Carte de répartition de l'espèce